# Rocksteady (album)
A Rocksteady egy tribute album Monty Alexandertől és Ernest Ranglintól. A 60-as, 70-es évek jamaicai ska zenéiből válogatnak és zongorán/gitáron adják elő őket.

## Számok
1. Double Barrel
2. Confucius
3. Stalag 17
4. Marcus Garvey
5. Nightwork
6. East Of The River Nile
7. Israelites
8. Row Fisherman
9. Freedom Street
10. Pressure Drop
11. At The Feast
12. Redemption Song